# Dirección del Audiovisual, la Fonografía y los Nuevos Medios
La Dirección del Audiovisual, la Fonografía y los Nuevos Medios (DAFO) es una organización pública adscrita al Ministerio de Cultura del Perú encargada de diseñar, proponer, promover y ejecutar las políticas, planes, estrategias y normas para el desarrollo y promoción de la industria audiovisual, fonográfica y de los nuevos medios en el país.Fue creada en 2013 a través del Decreto Supremo n.° 005-2013-MC.

## Financiamiento para el sector
La DAFO a cargo del programa Estímulos Económicos para el Fomento de la Actividad Cinematográfica y Audiovisual que busca impulsar el desarrollo del ecosistema del cine y el audiovisual peruano. Cada año, a través del Grupo de Trabajo, conformado por diez representantes del sector elegidos por los gremios y asociaciones cinematográficas y audiovisuales, y 3 representantes de instituciones públicas, se aprueba el Plan Anual para el fomento de la actividad cinematográfica y audiovisual que rige el programa de Estímulos.
Para el año 2023, se abrieron las siguientes categorías de estímulos a través de cuatro convocatorias: 
- Estímulo a la Promoción Internacional
- Estímulo a la Distribución Cinematográfica
- Estímulo a la Formación de Públicos a través de Festivales y Encuentros
- Estímulo al Fortalecimiento de Capacidades
- Premio a la destacada trayectoria en el ámbito audiovisual
- Video y Cine Indígena Comunitario
- Proyectos de Largometraje de Ficción (a nivel nacional)
- Largometraje de Ficción Exclusivo para las Regiones del País (excepto Lima Metropolitana y Callao)
- Proyectos de Documental
- Proyectos de Cortometraje
- Proyectos de animación
- Desarrollo de proyectos de largometraje
- Desarrollo de series
- Proyectos de gestión cultural para el audiovisual
- Proyectos de preservación audiovisual
- Desarrollo de videojuegos
- Coproducciones minoritarias
- Creación experimental
- Cine en construcción
- Concurso nacional de distribución y circulación de obras
- Gestión de salas de exhibición alternativa
- Concurso nacional para la formación audiovisual
- Investigación sobre cinematografía y audiovisual